# 관수관급제
관수관급제(官收官給制)는 조선시대 성종 때 시행된 토지분급제도를 말한다. 직전세(職田稅)라고도 한다.

## 같이 보기
- 과전법
- 직전법
- 조선의 사회제도
- 조선의 경제